# Zofia Lewicka-Piezowicz
Zofia Lewicka-Pezowicz (ur. 1946), działaczka opozycyjna, współorganizowała na Uniwersytecie Warszawskim nieformalną grupę dyskusyjną „Nowe Forum”. 

## Życiorys
W marcu 1968 relegowano ją z uczelni za udział w wiecach studenckich. Pozostawała w kontakcie z Jackiem Kuroniem, uzyskując informacje na temat działalności Komitetu Obrony Robotników. Kolportowała wydawnictwa Instytutu Literackiego w Paryżu. Jesienią 1980 tworzyła struktury Solidarności w Ośrodku Badań Naukowych w Białymstoku. W marcu 1981, w związku z przygotowaniami do strajku z powodu wydarzeń w Bydgoszczy, powierzono jej obowiązki doradcy Międzyzakładowego Komitetu Założycielskiego. W czerwcu 1981 wybrano ją do Zarządu Regionu Białystok, była współredaktorką i autorką tekstów „Biuletynu Informacyjnego NSZZ »Solidarność« Region Białystok”. Pełniła obowiązki kierownika Ośrodka Prac Społeczno-Zawodowych w Zarządzie Regionu. Organizowała pomoc prawną dla zwolnionych z pracy, m.in. w wyniku protestów w czerwcu 1976. Współpracowała z białostockim Komitetem Obrony Więzionych za Przekonania w sprawie zaginięcia Zbigniewa Simoniuka i Krzysztofa Zagierskiego.